# مقاطعة درميان
مقاطعة درمیان (بالفارسية: شهرستان درمیان) هي مقاطعة تقع في إيران في خراسان الجنوبية. يقدر عدد سكانها بـ 51,793 نسمة .